# Veronika Vitenberg
Veronika Vitenberg (ur. 9 września 1988 w Grodnie) – izraelska gimnastyczka artystyczna, reprezentantka Izraela w układzie zbiorowym podczas Letnich Igrzysk Olimpijskich w Pekinie.

## Osiągnięcia
- Igrzyska Olimpijskie – Pekin 2008 – układ zbiorowy w gimnastyce artystycznej – 6 miejsce[1].